# Merdeka
Merdeka (malaiisch für „unabhängig“) ist ein Stadtteil der osttimoresischen Landeshauptstadt Dili im Suco Comoro (Verwaltungsamt Dom Aleixo, Gemeinde Dili). Merdeka liegt auf einer Meereshöhe von 10 m.

## Lage
Merdeka befindet sich im Westen des Sucos Comoro. Der Westen gehört zur Aldeia 30 de Agosto und der Osten zur Aldeia Moris Foun. Südlich der Rua de Ai-Kafé Laran Fuik  liegt das Viertel Manluana und westlich der Rua de Malinamok das Viertel Kampung Baru. Im Norden bildet die Avenida Nicolau Lobato die Grenze und östlich die Rua de Ai-Kakeu Laran. Im Nordwesten befindet sich der Kreisverkehr Nicolau Lobato mit dem Denkmal für den gleichnamigen Freiheitskämpfer.